# Guaratuba
Guaratuba est une ville brésilienne de l'État du Paraná.

## Maires
| Période | Période | Identité              | Étiquette | Qualité |
| ------- | ------- | --------------------- | --------- | ------- |
| 2009    | 2012    | Evani Cordeiro Justus | PSDB      |         |